# SB LiMotive
Die SB LiMotive Co. Ltd. war ein Unternehmen zur Entwicklung und Fertigung von Lithium-Ionen-Batterien für den Einsatz in Hybrid- und Elektrofahrzeugen. Das Joint Venture von Samsung SDI und der Robert Bosch GmbH wurde 2008 gegründet und am 5. September 2012 wurde die Auflösung mitgeteilt.

## Geschichte
Im September 2008 nahm SB LiMotive seine Tätigkeit in Südkorea auf und im Oktober 2008 wurde die SB LiMotive Germany GmbH gegründet. Im Juli 2009 übernahm SB LiMotive den US-amerikanischen Batteriehersteller Cobasys LLC. Im September 2009 erfolgte der Spatenstich zum Bau der Lithium-Ionen-Zellfertigung in Ulsan (Südkorea), welche im November 2010 eröffnet wurde.
Samsung SDI und die Robert Bosch GmbH teilten sich zu je 50 % den Besitz des Gemeinschaftsunternehmens. Lee Jin-gun war Präsident des Joint Ventures und Joachim Fetzer Executive Vice President.

## Standorte
Der Hauptsitz sowie die Zellentwicklung befanden sich in Giheung (Südkorea). Am zweiten koreanischen Standort in Ulsan wurde eine Großserienfertigungsanlage für Batteriezellen aufgebaut. Die Vorserienprojekte von Lithium-Ionen-Zellen begann 2010 und die Großserienfertigung 2011. Am deutschen Standort in Stuttgart-Feuerbach war sowohl die Systementwicklung als auch der Aufbau von Prototypen angesiedelt. Von Stuttgart aus wurde zudem ein globales Team für Marketing, Sales und Projektmanagement aufgebaut. Im Juli 2009 wuchs das Unternehmen durch die Akquisition des US-amerikanischen Unternehmens Cobasys LLC, welches an den Standorten Orion (Michigan) und Springboro (Ohio) vertreten ist. Dort werden Nickel-Metallhydrid-Batterien für Hybridfahrzeuge hergestellt und die Entwicklung von Batteriesystemen mit Lithium-Ionen-Technik unterstützt. Ende 2010 beschäftigte SB LiMotive an allen Standorten ca. 700 Angestellte.

## Kunden

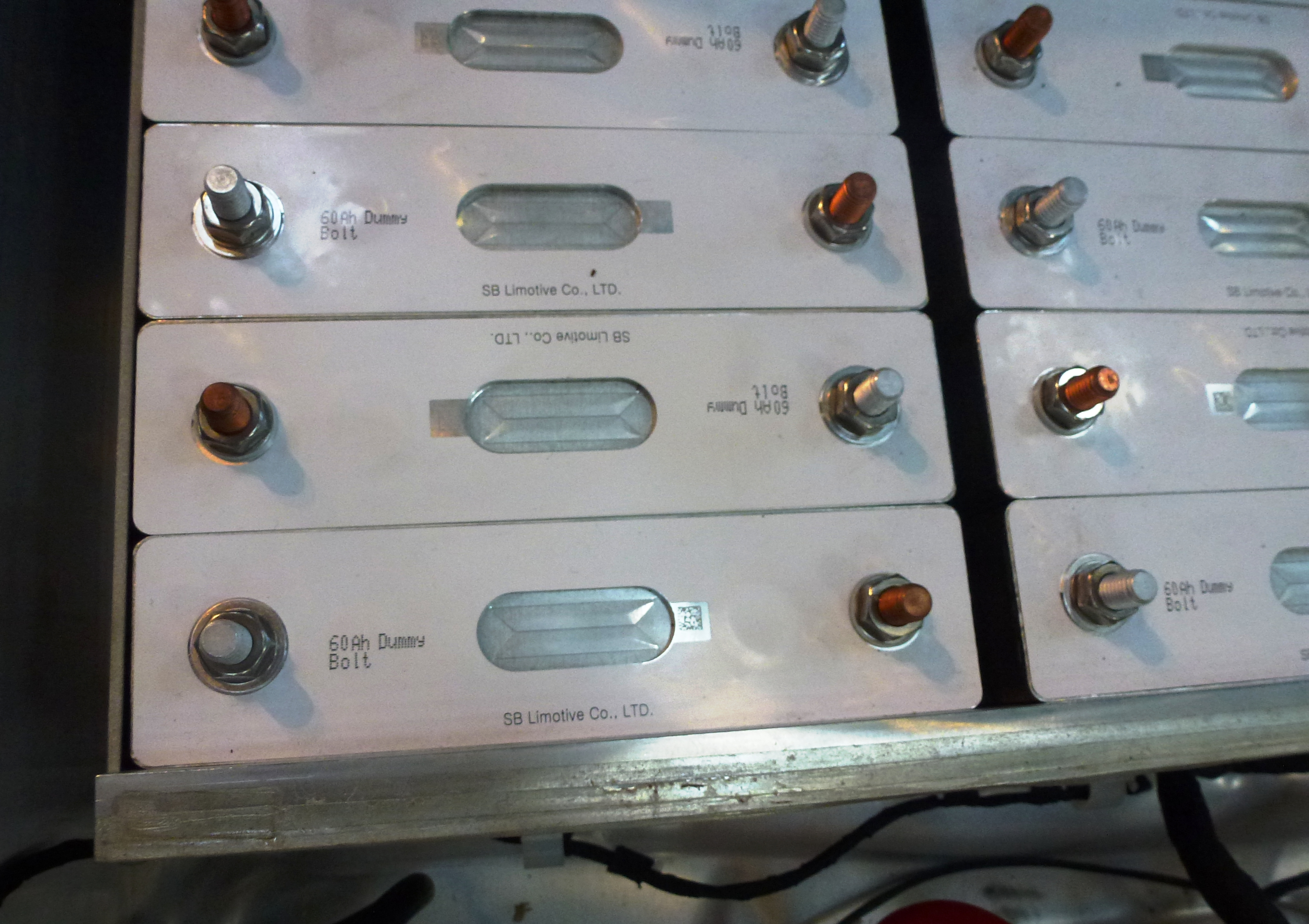
SB-LiMotive Batteriezellen für den BMW i3 (Muster)

Zu den Projekten des Unternehmens gehörte die Entwicklung der Batteriezellen für die Elektrofahrzeuge des BMW-Projekts „Megacity Vehicle“. Fahrzeuge daraus, wie der BMW i3, ist 2013 in Serie gegangen. Insgesamt soll SB LiMotive etwa ein Dutzend Kunden gehabt haben. Zu den Kunden gehörte neben BMW noch Fiat und ein Konsortium der US-Automobilhersteller Chrysler, Ford und GM hat 2011 einen Entwicklungsauftrag an Cobasys LLC vergeben. Daneben sollen sich VW und der indische Automobilhersteller Mahindra & Mahindra laut Medienberichten für SB LiMotive entschieden haben.

## Auflösung
Im März 2012 wurde bekannt, dass das Joint Venture aufgelöst werden soll. Nach vier Jahren wurde das Joint Venture am 5. September 2012 beendet. Bosch erhielt rund 45 Millionen Euro von Samsung. Dafür blieb die Lithium-Ionen-Zellfertigung in Ulsan und die Zellentwicklung in Giheung bei Samsung. Bosch übernahm das Batteriesystemgeschäft am Standort in Stuttgart-Feuerbach, das dann unter Robert Bosch Battery Systems firmierte. Daneben wurde das US-amerikanische Unternehmen Cobasys LLC in den Bosch-Konzern integriert. Bei den rund 3000 Patenten wurde ein wechselseitiger Zugang vereinbart.